# Clemton Park, New South Wales
Clemton Park este o suburbie în Sydney, Australia.